# Carry On Cowboy
Carry On Cowboy è un film inglese del 1965 diretto da Gerald Thomas. É l'11 film della saga Carry On.